# Кожемякин, Игорь Иванович

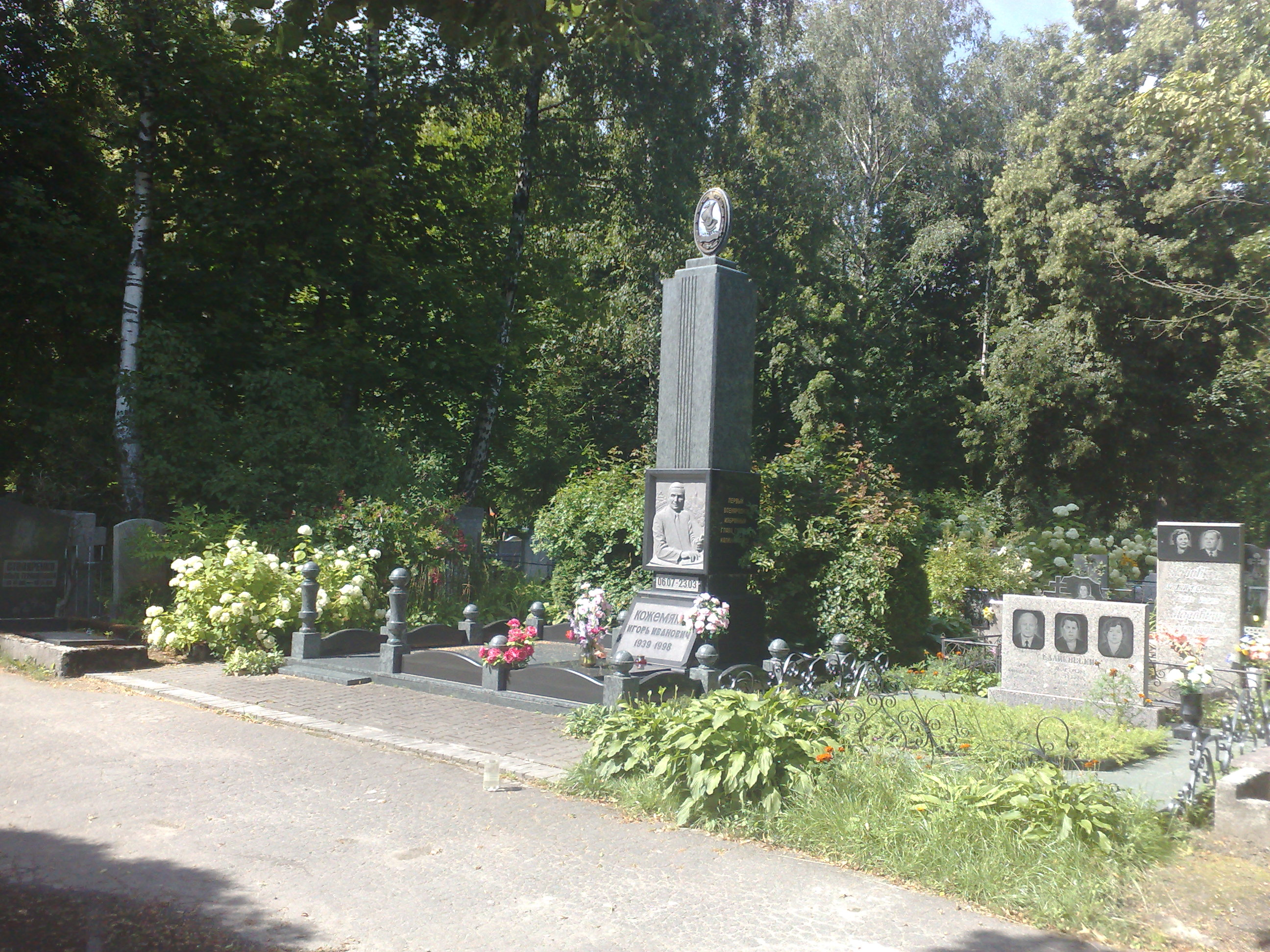
Могила И.Кожемякина на Старом городском кладбище Калининграда

И́горь Ива́нович Кожемя́кин (6 июля 1939 — 23 марта 1998, Калининград) — первый мэр Калининграда в 1996—1998 годах.

## Биография
Родился 6 июля 1939 года.
В 1958 году — окончил техническое училище № 3 в г. Выборге Ленинградской области.
В 1960—1963 годах — служил в Советской армии
В 1963—1969 годах — работал на Калининградском судостроительном заводе «Янтарь».
В 1969—1971 годах — получил образование в Калининградском техническом институте рыбной промышленности и хозяйства по специальности инженер-экономист. Работал в рыбопромысловом флоте.
В 1971—1979 годах — моторист, первый помощник капитана на судах Калининградской базы экспедиционного флота.
В 1979—1984 годах — инструктор Калининградского горкома КПСС.
В 1984—1992 годах — зам. председателя, председатель райисполкома, глава администрации Октябрьского района Калининграда.
В 1993—1996 годах — первый заместитель главы администрации города Калининграда.
С 1996 года — мэр города Калининград. Первый всенародно избранный глава города.
Скончался 23 марта 1998 года после болезни.